# Harpie (mitologia)

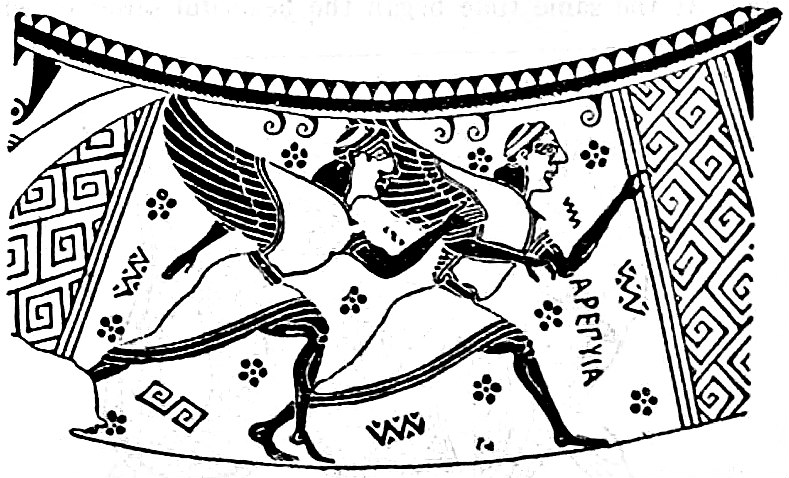
Harpie (przerys wyobrażenia z ceramiki greckiej, VII wiek p.n.e.)

Harpie (gr. Άρπυια Harpyia, lm Άρπυιαι Harpyiai, łac. Harpyia, lm Harpyiae) – w mitologii greckiej skrzydlate demony żeńskie uosabiające gwałtowne wichry, mające postać półkobiet, półptaków porywających dusze zmarłych, a także dręczących ludzi jako narzędzie kary bogów. 

## Rodowód

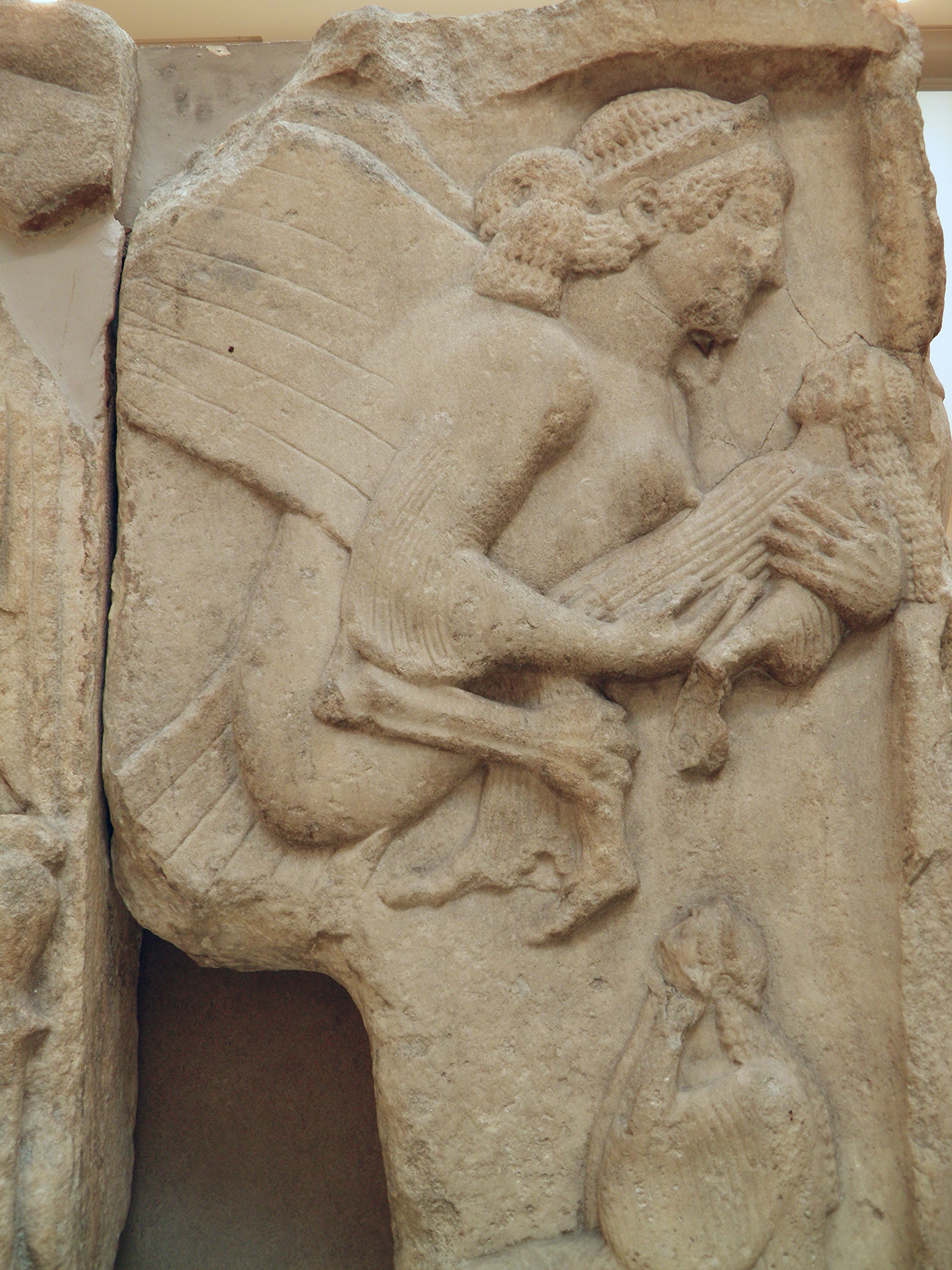
Wyobrażenie z tzw. pomnika Harpii z licyjskiego Ksantos

Pierwotnie uważano je tylko za duchy albo personifikacje wiatru łączone z Boreaszem i bóstwami atmosfery, bóstwa silnej wichury, odnoszące dusze zmarłych do podziemi Hadesu.
Ich nazwa (harpyiai) dosłownie oznaczała „porywaczki”. Uchodziły za córki Taumasa i okeanidy Elektry oraz za siostry bogini Iris. Nosiły imiona:
- Kelajno (gr. Κελαινώ Kelainṓ, łac. Celaeno – „Czarna”, „Ciemnica”);
- Okypete (gr. Ὠκυπέτη Ōkypétē, łac. Ocypete – „Szybkolotna”, „Pędziwiatr”);
- Aello (lub Nikotoe, gr. Ἀελλώ Aellṓ, Νικοθόη Nikothóē, łac. Aello, Nicothoe – „Wichrowa”, „Zawierucha”, „Burzliwa”);
- Podarge (gr. Ποδάργη Podárgē, łac. Podarge, „Prędkonoga”)[3];
- oraz Aellopus i inne, gdyż liczba ich nigdy nie była określona dokładnie[2].

Hezjod w swym kosmogonicznym eposie wymienia jedynie pierwsze trzy (Theogonia, 265-267). W roli uskrzydlonych kobiecych demonów zła uległy późniejszemu ujemnemu skojarzeniu z syrenami, eryniami i furiami.

## W przekazie literacko-mitologicznym
W Odysei Homera występują jako porywaczki córek herosa Pandareosa.
Z eposu Argonautyki Apolloniosa Rodyjskiego pochodzi szerszy mitologiczny przekaz epizodu z harpiami i Fineusem, ślepym królu trackim posiadającym zdolność przepowiadania przyszłości. Zeus, gniewny na wieszczka za nadużywanie tego daru i za wcześniejszą zbrodnię popełnioną na synach, zdecydował się go ukarać, zsyłając na niego harpie, które porywały albo zanieczyszczały mu pożywienie (Argonautyki II 181). Od udręki i śmierci głodowej wyzwolił Fineusa dopiero Jazon przybyły z Argonautami – Kalaisem i Zetesem, którzy przepędzili je na wyspy lub do bram Hadesu.
Wergiliusz wspominający je w wędrówce Eneasza (Eneida III, 210-255), umiejscawia na Morzu Jońskim ich siedzibę na wyspach Strofadach; inna wersja mówi o wejściu do podziemnego świata zmarłych (Hadesu). U Homera harpia była matką koni Achillesa – Ksantosa i Baliosa (Iliada XVI, 160). 

## W sztuce

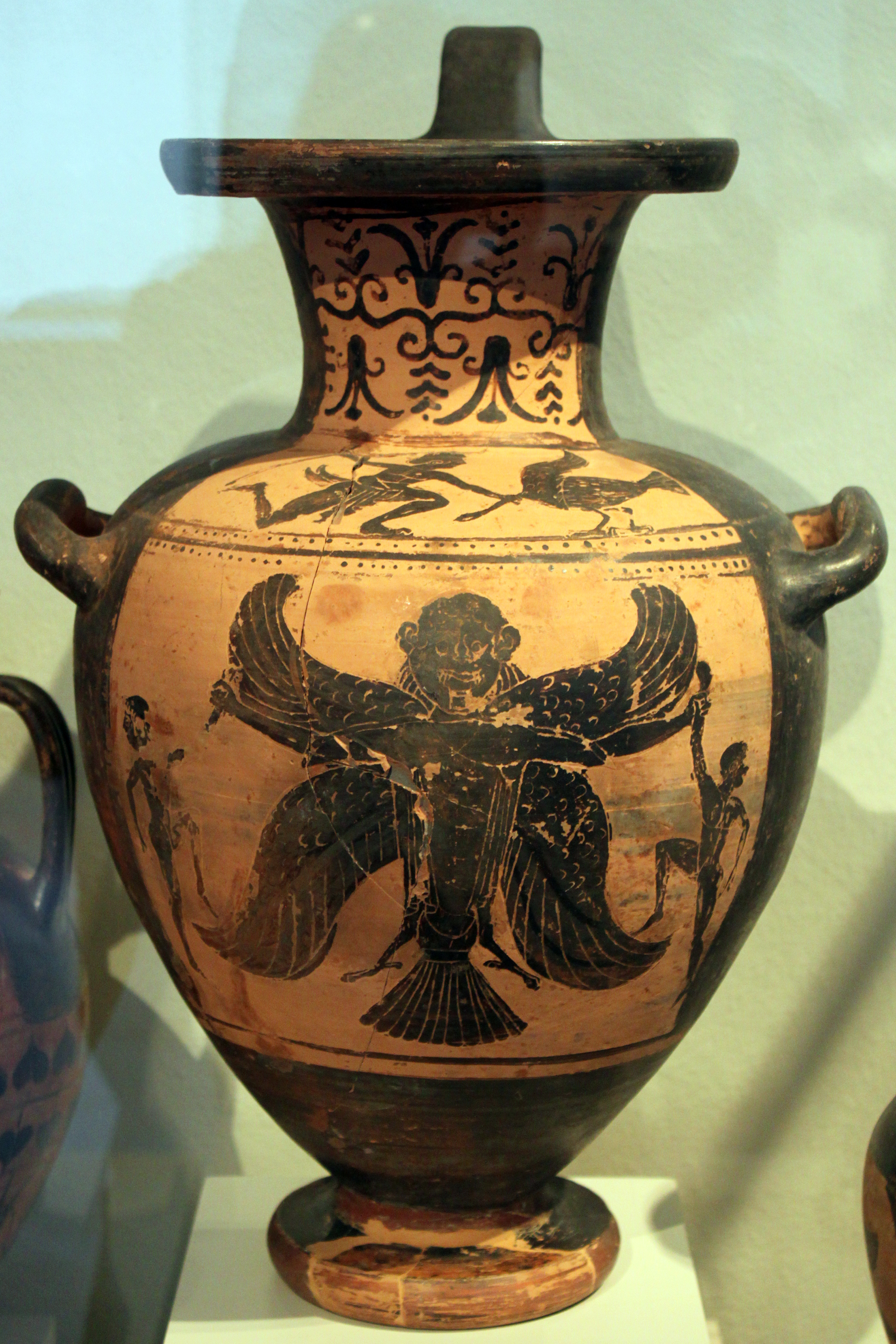
Harpia jako demon śmierci (dekoracja etruskiej hydrii z Vulci (530-500 p.n.e.), ze zbiorów berlińskiego Altes Museum)

W ludzkiej, uskrzydlonej postaci harpie nie różniły się od innych fantastycznych greckich stworów mitologicznych. Hezjod emfatycznie nazywa je stworzeniami „pięknowłosymi”. Obraz harpii jako wstrętnej, uskrzydlonej kobiety-ptaka powstał dość późno, wskutek ich mylenia z syrenami i innymi złośliwymi stworami. Wizerunek ten został w kulturze utrwalony przez późniejszych autorów antycznych, którzy nazywając je córkami gwałtownego Posejdona lub potwornego Tyfona, konkurowali ze sobą próbując nadać im szczególnie odrażającą postać. Już w dość wczesnym przedstawieniu z VI wieku p.n.e. malowanym na wazie z berlińskiego muzeum, krwiożercza harpia w każdym szponie trzyma ludzką postać, zaś jej głowa przypomina śmiercionośną Gorgonę w groźnym wyobrażeniu.
Do ich najbardziej znanych plastycznych przedstawień należą pochodzące z V wieku p.n.e. płaskorzeźby fryzu z licyjskiego grobowca – tzw. pomnika Harpii w Ksantos.  
R.D. Barnett w eseju Ancient Oriental Influences on Archaic Greece sugeruje, że wizerunek harpii pochodzi z ornamentów na brązowych kotłach z Urartu. Hipoteza ta stwarza jednak wątpliwość jako oparta na założeniu, iż harpie to jedynie ptaki o ludzkiej głowie, co pozostaje w sprzeczności z pierwotnymi mitami. Częste wyobrażenia harpii pojawiają się w zdobnictwie średniowiecznych kościołów jako dekoracja kapiteli kolumn (zwłaszcza romańskich), m.in. w zachodnioeuropejskich obiektach sakralnych w Zamora, Huesca, Arévalo, Silos, Hesse, Paderborn, Sigolsheim.

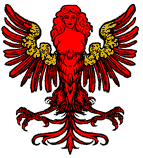
Harpia jako motyw heraldyczny

W średniowieczu harpie, często nazywane „dziewiczymi orłami”, stanowiły popularny motyw w heraldyce. Występują m.in. w herbach Norymbergi, Reitburga czy Liechtensteinu.
W naturze gatunek ornitologiczny harpia wielka jest dużym ptakiem drapieżnym ze strefy latynoamerykańskiej, którego przyjętą w nauce nazwę łacińską (Harpia harpyia) utworzono poprzez skojarzenie z mitologicznym stworzeniem.

## W późniejszej tradycji i kulturze
Częste w potocznej polszczyźnie pejoratywne miano harpii oznaczało okrutną kobietę-potwora: sekutnicę, dręczycielkę, okrutnicę, sadystkę, również istotę wyrachowaną; w odniesieniu do mężczyzny określało człowieka pijawkę, lichwiarza, wyzyskiwacza.    

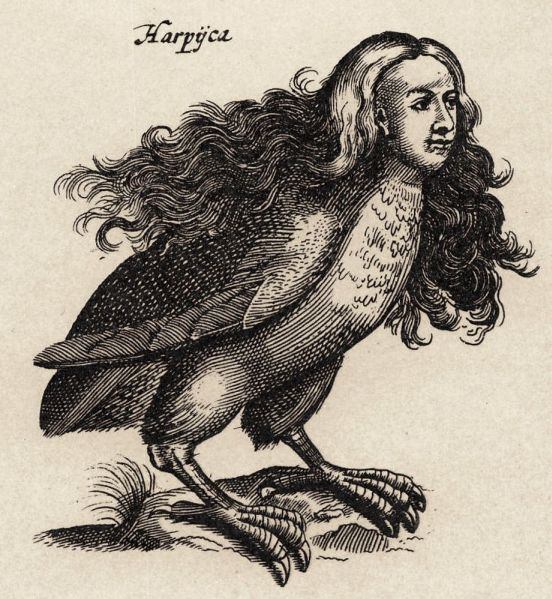
Nowożytne wyobrażenie harpii jako żeńskiego ptaka z Historia naturalis Jana Jonstona (ryc. Merriana z ok. 1650)

Jako motyw symboliczny stwór ten pojawia się w malarstwie Jacka Malczewskiego (np. Harpia we śnie). W drugiej części dramatu Dziady Adama Mickiewicza motyw harpii i udręczenia króla Fineusa został wykorzystany w postaci „żarłocznego ptastwa” prześladującego w ten sposób widmo złego pana.

### Literatura
- w Eneidzie Eneasz opowiada Dydonie swą przygodę na jednej z wysp Strofadów, gdzie harpie nie pozwoliły jemu i towarzyszom spożyć posiłku, a nadto rzuciły klątwę za umniejszenie ich stad, zapowiadając, że nie założą nowego grodu w Italii, dopóki nie doświadczą takiego głodu, że zaczną jeść stoły[12];
- w naśladowczych Argonautykach Waleriusza Flakkusa, harpie są córkami Tyfeusa, potwora zrodzonego z Gai, dręczącymi wieszcza Fineusa, któremu nie pozwalają spożyć posiłku (Argonautica, III, 450-455);
- harpie występują w Boskiej komedii Dantego, w XIII Pieśni Piekła (tzw. dolnego), w siódmym kręgu, miejscu przeznaczonym dla samobójców;
- w dramacie Burza Williama Szekspira duch Ariel przemienia się w harpię, by zanieść wiadomość swemu panu Prosperowi;
- pojawiają się także w powieści fantasy Bursztynowa Luneta, w scenie gdy Lyra, Will oraz Gallivespianie (kawaler Tialys i lady Salmakia), stają przed wrotami do świata umarłych.

### Gry komputerowe
| - seria Heroes of Might and Magic, - seria God of War - seria Gothic - Wiedźmin 2: Zabójcy królów - Warcraft III: Reign of Chaos - The Elder Scrolls II: Daggerfall - Puzzle Quest: Challenge of the Warlords | - Sacred 2: Fallen Angel - Guild Wars 2 - Lineage 2 - Elsword - World of Warcraft - The Elder Scrolls Online - Wiedźmin 3: Dziki Gon - Baldur’s Gate III |